# Martin Smedberg-Dalence
Martin Smedberg-Dalence, né le 10 mai 1984 à Norrköping en Suède, est un footballeur international bolivien jouant pour le club suédois de l'Utsiktens BK.

## Biographie

### En club
Natif de Norrköping, Smedberg-Dalence a toujours vécu en Suède. Sa famille déménage à Göteborg durant son enfance. Son père, Ramiro Dalence, est originaire de Oruro en Bolivie et est arrivé en Suède en 1980. Sa mère est suédoise.
Formé au club de Gunnilse IS dans la banlieue de Göteborg, il y joue en seniors durant deux saisons avant de partir à l'IFK Göteborg où il ne parvient pas à s'imposer et est donc prêté : une saison à Västra Frölunda IF, puis une deuxième plus réussie avec Ljungskile SK (dix buts en trente matchs). À la suite de ces bons résultats, IFK cède le joueur à Ljunskile et les deux parties signent un contrat de trois saisons. En 2011, le milieu revient dans sa ville natale, puisqu'il s'engage avec l'IFK Norrköping avant d'être à nouveau transféré en 2014 à l'IFK Göteborg.
Son palmarès en club ne compte qu'un seul trophée : la Coupe de Suède, remportée en 2015 avec l'IFK Göteborg.

### En sélection
Smedberg-Dalence représente la Suède en équipe nationale de jeunes dès l'âge de 15 ans. Il évolue ainsi en U16, U17 et U19, entre 1999 et 2003, sans réussir par la suite à intégrer la sélection espoirs, ni la sélection A.
En 2014, par le biais de sa double nationalité, il est appelé par Mauricio Soria en équipe nationale bolivienne et dispute sa première rencontre avec la Verde le 14 octobre 2014 face au Chili. Au printemps 2015, il fait partie des 23 Boliviens sélectionnés pour participer à la Copa América disputée au Chili. Le match du premier tour face à l'Équateur le voit marquer son premier but en équipe nationale, d'autant plus important que la Bolivie remporte la rencontre (3-2), une première depuis 1997 en Copa América.

## Palmarès
- IFK Göteborg
  - Vainqueur de la Coupe de Suède en 2015